# NAC in het seizoen 1920/21
In het seizoen 1920/21 vierde NAC het enige en eerste landskampioenschap in de historie. Na eerst kampioen te zijn geworden van de 1e Klasse Zuid liet de club in de Kampioenscompetitie Be Quick, Ajax en Go Ahead achter zich.

## Samenvatting
In de 1e Klasse Zuid was NAC in de jaren '20 van de twintigste eeuw vaak succesvol. De ploeg wist meerdere kampioenschappen te winnen, zo ook in 1921. Na twintig competitiewedstrijden waren de Bredanaars ongeslagen en pakten ze het kampioenschap met een voorsprong van 7 punten op MVV.
Door het districtskampioenschap mocht NAC voor de tweede keer in haar nog korte bestaan deelnemen aan de kampioenscompetitie. De ploeg bleek ook daar in goeden doen en de eerste drie duels werden gewonnen. Toch duurde het tot de laatste wedstrijd van de competitie tot NAC de landstitel veilig kon stellen. In de uitwedstrijd bij Go Ahead werd uiteindelijk eenvoudig met 0-3 gewonnen.
Over het gehele seizoen 1920-21 verloor NAC slechts 2 duels. Beide nederlagen werden in de kampioenscompetitie geleden tegen Be Quick. De tegenstander bleek tweemaal te sterk. De openingswedstrijd van de competitie ging met 4-3 verloren. Enkele weken later ging NAC in eigen huis met 0-2 onderuit. Desondanks liet NAC Be Quick wel achter zich in de competitie. NAC won alle andere wedstrijden en behaalde een voorsprong van 1 punt op de concurrent.

## Wedstrijden 1e Klasse Zuid
| datum             |            | uitslag |            |
| ----------------- | ---------- | ------- | ---------- |
| 12 september 1920 | NAC        | 6-0     | Middelburg |
| 19 september 1920 | BVV        | 1-2     | NAC        |
| 26 september 1920 | NAC        | 2-0     | Willem II  |
| 3 oktober 1920    | DOSKO      | 0-3     | NAC        |
| 17 oktober 1920   | Bredania   | 0-4     | NAC        |
| 24 oktober 1920   | Wilhelmina | 0-7     | NAC        |
| 31 oktober 1920   | NAC        | 1-0     | MVV        |
| 7 november 1920   | NOAD       | 1-1     | NAC        |
| 14 november 1920  | NAC        | 2-0     | Velocitas  |
| 21 november 1920  | VVV        | 0-1     | NAC        |
| 28 november 1920  | Middelburg | 0-2     | NAC        |
| 16 januari 1921   | NAC        | 6-3     | Wilhelmina |
| 23 januari 1921   | MVV        | 1-1     | NAC        |
| 30 januari 1921   | NAC        | 2-0     | NOAD       |
| 6 februari 1921   | NAC        | 3-1     | Bredania   |
| 13 februari 1921  | NAC        | 5-1     | DOSKO      |
| 20 februari 1921  | NAC        | 6-0     | VVV        |
| 27 februari 1921  | Velocitas  | 0-5     | NAC        |
| 13 maart 1921     | Willem II  | 0-5     | NAC        |
| 20 maart 1921     | NAC        | 0-0     | BVV        |

### Eindstand 1e Klasse Zuid
| nr. | club       | wedstr. | Pnt. |
| --- | ---------- | ------- | ---- |
| 1.  | NAC        | 20      | 37   |
| 2.  | MVV        | 20      | 30   |
| 3.  | NOAD       | 20      | 25   |
| 4.  | Willem II  | 20      | 22   |
| 5.  | Bredania   | 20      | 22   |
| 6.  | VVV        | 20      | 20   |
| 7.  | BVV        | 20      | 19   |
| 8.  | Velocitas  | 20      | 16   |
| 9.  | DOSKO      | 20      | 15   |
| 10. | Wilhelmina | 20      | 14   |
| 11. | Middelburg | 20      | 0    |

## Wedstrijden Kampioenscompetitie
| datum         |          | uitslag |          |
| ------------- | -------- | ------- | -------- |
| 3 april 1921  | Be Quick | 4-3     | NAC      |
| 10 april 1921 | Ajax     | 1-2     | NAC      |
| 17 april 1921 | NAC      | 3-1     | Go Ahead |
| 24 april 1921 | NAC      | 0-2     | Be Quick |
| 22 mei 1921   | NAC      | 2-0     | Ajax     |
| 29 mei 1921   | Go Ahead | 0-3     | NAC      |

### Eindstand Kampioenscompetitie
| nr. | club     | wedstr. | pnt. |
| --- | -------- | ------- | ---- |
| 1.  | NAC      | 6       | 8    |
| 2.  | Be Quick | 6       | 7    |
| 3.  | Ajax     | 6       | 6    |
| 4.  | Go Ahead | 6       | 3    |